# Tai Pau Mai
Tai Pau Mai (kinesiska: 大包米) är en udde i Hongkong (Kina). Den ligger i den centrala delen av Hongkong. Arean är 1,3 kvadratkilometer.
Terrängen inåt land är huvudsakligen kuperad, men den allra närmaste omgivningen är platt. Havet är nära Tai Pau Mai västerut.  Centrala Hongkong ligger 2,1 km sydväst om Tai Pau Mai. I omgivningarna runt Tai Pau Mai växer i huvudsak städsegrön lövskog.